# Cerithiopsis minima
Cerithiopsis minima là một loài ốc biển, là động vật chân bụng trong họ Cerithiopsidae, được tìm thấy ở Đại Tây Dương và Thái Bình Dương. Nó được Brusina mô tả năm 1865.